# Чина Ниссоля
Чина Ниссоля (лат. Láthyrus nissolia) — однолетнее травянистое растение рода Чина (Lathyrus) семейства Бобовые (Fabaceae). Видовой эпитет дан в честь профессора Гийома Ниссоля (1647—1734).

## Ботаническое описание
Однолетнее травянистое растение обычно полностью голое. Стебель простой, прямостоячий или разветвленный у основания, высотой 20-40 см, тонкий и слегка четырёхгранный.
Листва ограничена широко расширенными первичными листьями и полушаровидными или ланцетными, очень мелкими или даже полностью отсутствующими вторичными листьями, которые не имеют листочков или усиков. Первичные листья линейные, более или менее 4-13 см длиной и 2-8 мм шириной, обычно заострённые, с 5 сильными и несколькими тонкими продольными жилками. Околоцветники очень маленькие или полностью отсутствуют.
Соцветия примерно на 2/3 длиннее основных листьев, одноцветковые (редко двухцветковые) имеют тонкую ось, которая не выходит за пределы очень маленького или совсем чахлого опорного листа. Зигоморфный цветок 8-9 мм длиной, отстоящий или кивающий на короткой ножке. Чашечка трубчато-колокольчатая, голая или коротковолосая, с ланцетными зубцами. Венчик пурпурный или пурпурно-фиолетовый и часто остается полностью закрытым. Флаг с тёмными прожилками, значительно длиннее крыльев и беловатой лодочки.
Прилистники торчащие или килеватые, линейные, около 4-5 см длиной и 3-4 мм шириной, со слабо выступающими, узкими сетчатыми жилками, вначале преимущественно опушённые, но позже более или менее голые, светло-оливково-коричневого цвета, 8-15-семянные.
Семена шаровидные или несколько угловатые, бородавчато-шероховатые, коричневые и тёмно-пятнистые. Мелкие цветки часто вообще не раскрываются, но дают зрелые плоды. Семена очень долго сохраняют способность к прорастанию и поэтому могут долгое время оставаться в спящем состоянии в лесной подстилке, пока не найдут возможность прорасти после вырубки.
Число хромосом 2n = 14.

## Распространение и экология
Произрастает произрастает на большей части Европы, в Магрибе, Леванте и на Кавказе. Lathyrus nissolia — элемент субсредиземноморской флоры, который, вероятно, первоначально был лесным обитателем и в естественной среде встречался только в южной Европе. В других регионах он местами натурализуется или является временным сорняком, который прорастает на относительно сухих, малоизвестковых злаковых полях, среди кустарников, на лесных опушках и пастбищах. В Центральной Европе в социологическом плане это обычный вид ассоциации Secalietea, но встречается и в ассоциации Carpinion.
Цветёт с мая по июль.
В Швейцарии значения экологических показателей согласно Ландольту: индекс влажности F = 2+ (свежий), индекс освещенности L = 4 (яркий), индекс реакции R = 2 (кислый), индекс температуры T = 5 (очень теплый-прохладный), индекс питательности N = 3 (от умеренно бедного до умеренно богатого питательными веществами), индекс континентальности K = 4 (субконтинентальный), солеустойчивость 1 = толерантный.
Угроза исчезновения в Германии: Категория 2: находится под критической угрозой исчезновения.